# 大森台站
大森台站（日语：／ Ōmoridai eki */?）是位於千葉縣千葉市中央區大森町，屬於京成電鐵千原線的鐵路車站。車站編號是KS62。
1992年（平成4年）4月1日千葉急行線（現時千原線）開業時，本站是當時的終點站，設站時的臨時名稱是「大森站」。

## 年表
- 1992年（平成4年）4月1日 - 車站啟用，當時車站由千葉急行電鐵經營[1]，為終點站[3]。
- 1995年（平成7年）4月1日 - 千原線由此站延伸至千原台站[4]。車站成為中途站。
- 1998年（平成10年）10月1日 - 千原線路線經營權轉交京成電鐵，車站改由京成電鐵經營。

## 車站構造
本站是相對式月台2面2線地下車站。車站前後是半地下構造。千葉寺方向有拖上線，月台前後保留延伸空間。本站是千葉市內唯一的地下車站。站房的魚板型圓頂屋頂是其特色，內部有電力融雪裝置。

### 月台配置
| 月台 | 路線   | 方向 | 目的地                                            |
| ---- | ------ | ---- | ------------------------------------------------- |
| 1    | 千原線 | 上行 | 千葉、千葉中央、船橋、上野、 成田機場、松戶線方向 |
| 2    | 千原線 | 下行 | 千原台方向                                        |

- 車站資訊記有現在列車未直通的「成田機場」。

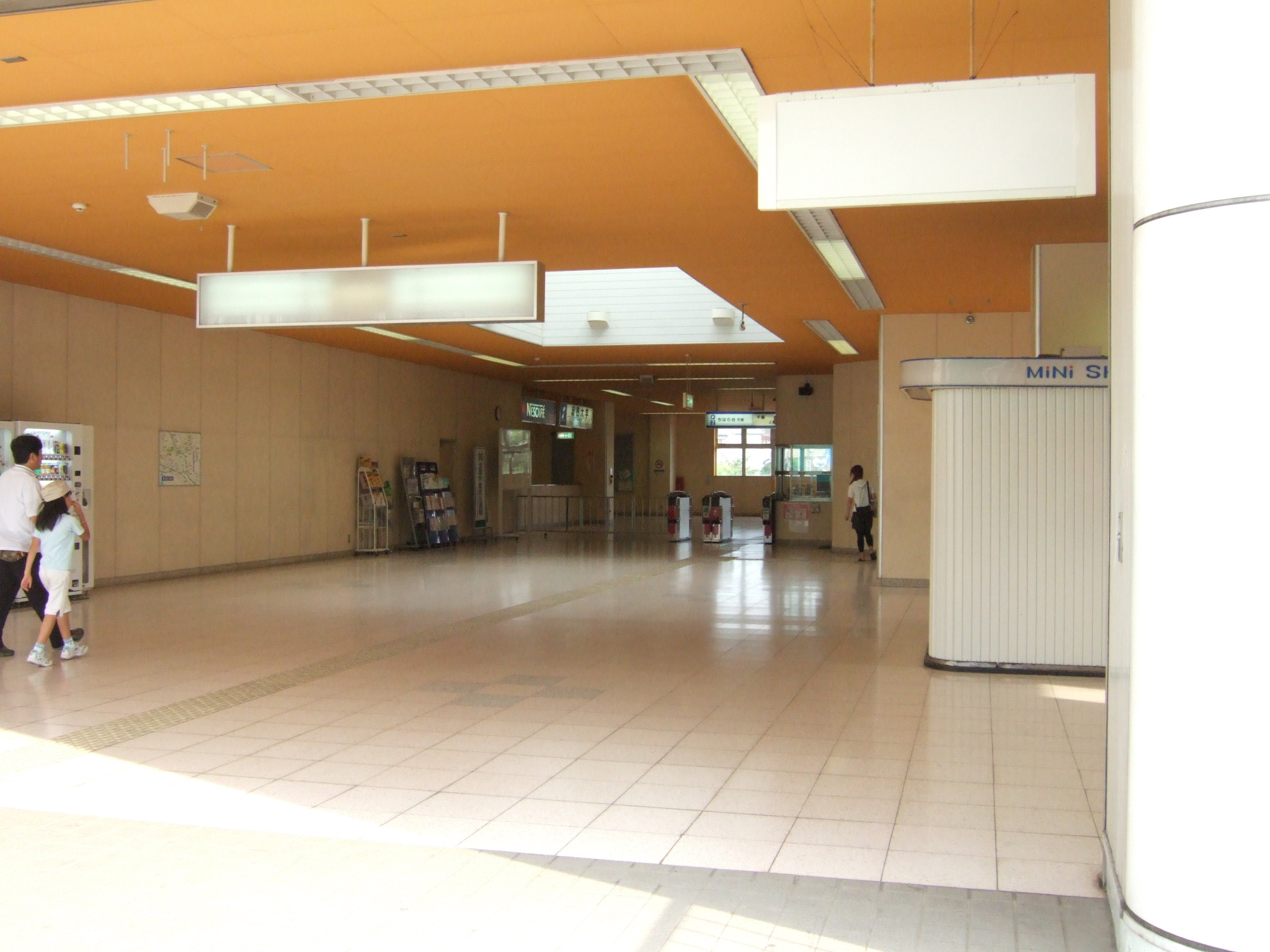
檢票口（2006年10月）
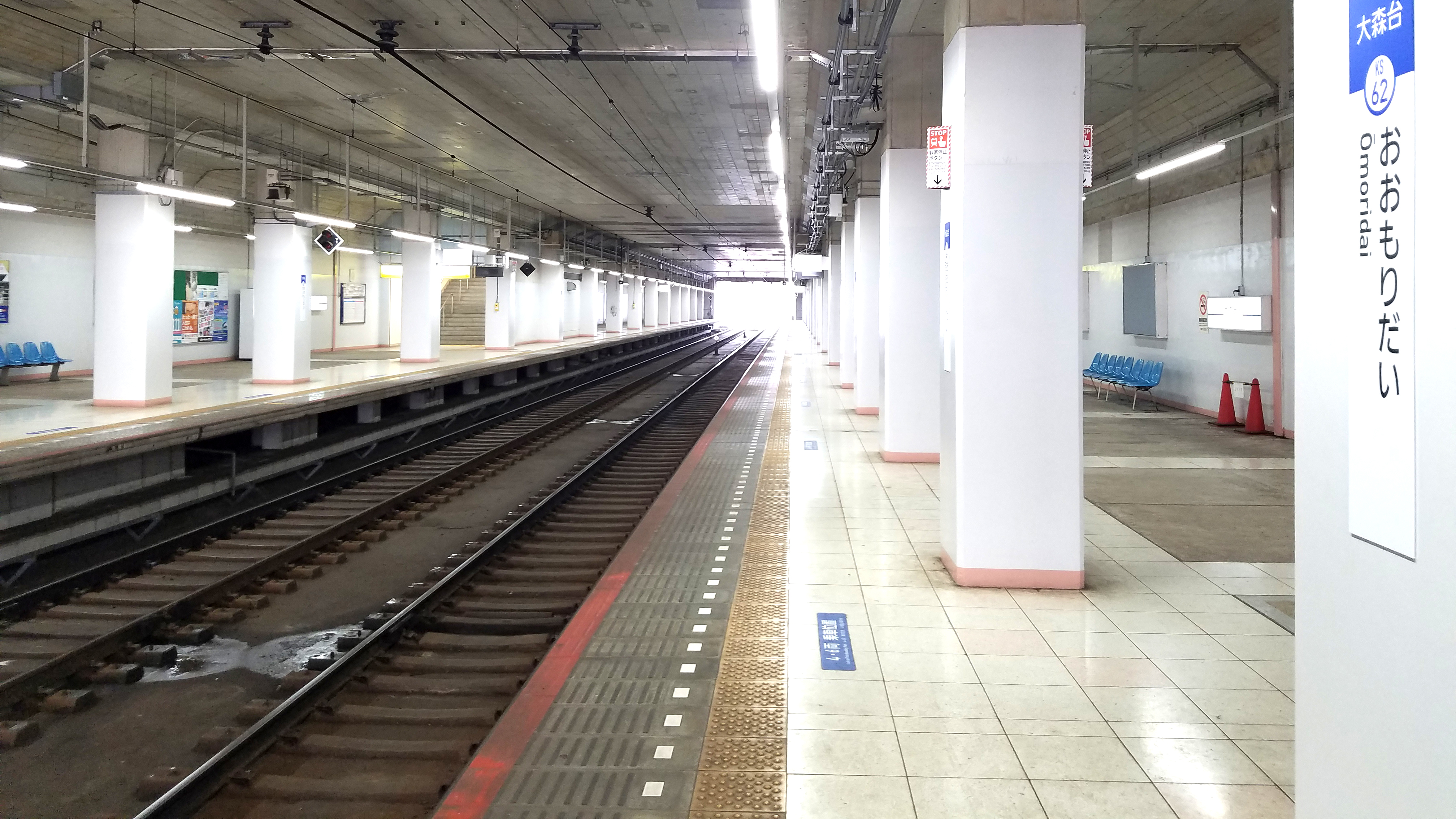
月台（2020年8月）

## 使用情況
- 京成電鐵 - 2016年度1日平均上下車人次為2,800人[利用客数 1]。
京成線全部69個車站當中排行第62位。

近年1日平均上下車、上車人次推移如下表。
| 年度               | 1日平均 上下車人次 | 1日平均 上車人次 | 來源              |
| ------------------ | ------------------ | ---------------- | ----------------- |
| 1992年（平成04年） |                    | 1,129            | [ 千葉県統計 1 ]  |
| 1993年（平成05年） |                    | 1,402            | [ 千葉県統計 2 ]  |
| 1994年（平成06年） |                    | 1,497            | [ 千葉県統計 3 ]  |
| 1995年（平成07年） |                    | 1,552            | [ 千葉県統計 4 ]  |
| 1996年（平成08年） |                    | 1,583            | [ 千葉県統計 5 ]  |
| 1997年（平成09年） |                    | 1,522            | [ 千葉県統計 6 ]  |
| 1998年（平成10年） |                    | 1,533            | [ 千葉県統計 7 ]  |
| 1999年（平成11年） |                    | 1,411            | [ 千葉県統計 8 ]  |
| 2000年（平成12年） |                    | 1,384            | [ 千葉県統計 9 ]  |
| 2001年（平成13年） |                    | 1,339            | [ 千葉県統計 10 ] |
| 2002年（平成14年） | 2,639              | 1,305            | [ 千葉県統計 11 ] |
| 2003年（平成15年） | 2,686              | 1,331            | [ 千葉県統計 12 ] |
| 2004年（平成16年） | 2,704              | 1,334            | [ 千葉県統計 13 ] |
| 2005年（平成17年） | 2,662              | 1,313            | [ 千葉県統計 14 ] |
| 2006年（平成18年） | 2,763              | 1,358            | [ 千葉県統計 15 ] |
| 2007年（平成19年） | 2,794              | 1,379            | [ 千葉県統計 16 ] |
| 2008年（平成20年） | 2,754              | 1,363            | [ 千葉県統計 17 ] |
| 2009年（平成21年） | 2,730              | 1,354            | [ 千葉県統計 18 ] |
| 2010年（平成22年） | 2,634              | 1,311            | [ 千葉県統計 19 ] |
| 2011年（平成23年） | 2,539              | 1,273            | [ 千葉県統計 20 ] |
| 2012年（平成24年） | 2,550              | 1,280            | [ 千葉県統計 21 ] |
| 2013年（平成25年） | 2,667              | 1,342            | [ 千葉県統計 22 ] |
| 2014年（平成26年） | 2,653              | 1,345            | [ 千葉県統計 23 ] |
| 2015年（平成27年） | 2,750              | 1,393            |                   |
| 2016年（平成28年） | 2,800              |                  |                   |

## 車站周邊
- 中央區役所松丘市民中心
- 千葉仁戶名郵便局
- 仁戸名市民之森
- 國立醫院機構千葉東醫院（日语：国立病院機構千葉東病院）
- 千葉縣癌症中心（日语：千葉県がんセンター）
- 千葉社會保險醫院
- 千葉縣醫療技術大學校
- 千葉縣立仁戶名特別支援學校
- 淑德大學（千葉第2校區）
- 京葉道路松丘交流道
- 國道16號
- TOPMART松丘店（日语：トップマート）

站前空間狹小，規劃未來在車站西南側整備站前廣場（圓環、腳踏車停車場等）。

## 巴士路線
| 乘車處   | 乘車處 | 系統                           | 主要行經地                   | 目的地         | 運行公司  | 備註 |
| -------- | ------ | ------------------------------ | ---------------------------- | -------------- | --------- | ---- |
| 大森台站 |        |                                | 仁戶名局前、千葉社會保險醫院 | 千葉縣癌症中心 | 小湊鐵道  |      |
| 大森台站 |        | 仁戶名局前、千葉社會保險醫院   | 千葉南高校                   | 小湊鉄道       | 平日1班   |      |
| 大森台站 |        | 仁戶名局前、千葉社會保險醫院   | 鎌取站                       | 千葉中央巴士   |           |      |
| 大森台站 |        |                                | 蘇我醫院前                   | 蘇我站東口     | 小湊鐵道  |      |
| 大森台站 |        | 富士見台、蘇我站東入口、縣廳前 | 千葉站                       | 小湊鐵道       |           |      |
| 大森台站 |        | 富士見台                       | 蘇我站東口                   | 千葉中央巴士   |           |      |
| 大森台站 |        | 蘇我醫院、蘇我站入口           | JFE鋼鐵                      | 千葉中央巴士   | 週六日1班 |      |

## 相鄰車站
京成電鐵
 千原線
千葉寺（KS61）－大森台（KS62）－學園前（KS63）

## 外部連結
- 大森台｜電車與車站資訊｜京成電鐵
- 大森台站PDF - 京成電鐵